# Centeno (Santa Fe)
Centeno es una localidad del departamento San Jerónimo, provincia de Santa Fe, Argentina.

## Ubicación geográfica

### Espacio geográfico y territorio de Centeno
Centeno se encuentra a 151 km de sudoeste de la capital provincial, a 100 km al norte de Rosario, a 100 km de Gálvez y a 100 km al sur de Rafaela.
Presenta:
- Lomas planas donde el drenaje es bueno.
- Planos ligeramente deprimidos con drenaje imperfecto, ricos en arcilla lo que en época de lluvias abundantes origina encharcamientos.
- Pendientes suaves y largas; es la zona de mayor potencialidad dentro de la región.

### Hidrología
A la cañada de Carrizales llegan los cursos de agua, arroyos y cañadas que nacen en la franja occidental.
Los principales son:
- Cañada de las Bandurrias,
- de los Curupíes
- de Centeno
- arroyo Las Turbias, los que —a través del arroyo Monje—, desaguan en el río Paraná.

### Climatología
Centeno posee una temperatura media anual de 18 °C.
Durante el mes de abril de 2007 las precipitaciones fueron constantes y muy abundantes; esto provocó inundaciones en gran parte de la provincia de Santa Fe, lo que generó pérdidas agroeconómicas y hubo muchos evacuados en algunas zonas pobladas.

### Fitogeografía (vegetación)
El carácter de la vegetación es el de una formación herbácea.
Debido a la práctica de la agricultura el paisaje dominante es el de campos cultivados con cereales y forrajeras.
Las prácticas culturales han favorecido la introducción de numerosas malezas, que no afectan el rendimiento de las áreas agrícolas.

### Zoogeografía
Corresponde al distrito pampásico. Los campos de cultivo, desagües, caminos y actividades de caza modificaron el hábitat e influyeron sobre la fauna provocando la desaparición de muchas especies y la reducción numérica de otras.
Los grandes mamíferos han desaparecido:
perdices,
copetonas,
martineras,
ñandúes y
vizcachas (casi extinguidas).
Se encuentran en menor cantidad
zorros,
comadrejas,
peludos,
cuises,
zorrinos,
ratas,
lagartijas,
iguanas,
ranas,
sapos,
hurones y serpientes.
Las aves son numerosas:
chimangos,
lechuzas,
búhos,
halcones,
caracoleros,
caranchos,
carpinteros,
cotorras
y otras.
A la antigua fauna perteneció:
el carpincho,
la nutria,
el puma y
el jaguar.

### Pueblos limítrofes
Al sur: Larguía, Clason, San Genaro.
Al norte: Las Bandurrias, Casas y Cañada Rosquín.
Al oeste: El Trébol, Las Rosas, Los Cardos.
Al este: Monje, Díaz, Puerto Gaboto.
Al noroeste: Cumbre, Bermejo, Los Palos.

### Provincias limítrofes (de la provincia de Santa Fe)
Al norte: Chaco.
Al noroeste: Santiago del Estero.
Al suroeste: Córdoba.
Al sur: Buenos Aires.
Al sureste: Entre Ríos.
Al Noreste: Corrientes.

### Historia
Fundación del pueblo de Centeno.
Fernando Centeno, poseedor de varias extensiones de campo, en el distrito de "Carrizales afuera", del departamento San Jerónimo. El 13 de diciembre de 1889 nace un pedido para la fundación del pueblo donando distintas parcelas para los edificios públicos obligados.
El paso del ferrocarril, distorsionó los proyectos de Fernando Centeno, quien el 26 de junio de 1890 se presenta el gobernador solicitando una nueva escritura de donación de terrenos y de edificios públicos, a raíz de que el ferrocarril había cambiado la planificación.
El 29 de junio de 1890 se hace lugar el pedido del señor Fernando Centeno y se enumeran los terrenos y las manzanas. Se toma desde entonces esa fecha para celebrar las fiesta patronales coincidentes con los festejos de San Pedro y San Pablo patronos religiosos de la localidad.
El 4 de julio de 1890 se aprueban la traza del pueblo y se toma como fecha de fundación el 8 de enero de 1890, de esa manera nacía el Pueblo de Centeno

### Curiosidades
- En el año 1913 se realiza la Primera Elección comunal (resultando electos:presidentes: Pedro Viale; una de las familias tradicionales de Centeno).
- En sus comienzos del Club Atlético Defensores de Centeno no tenía cancha de fútbol y disputaba sus encuentros en la cancha Atletic Jorge M. Maigán Club ( ya desaparecido).
- Según relatos del señor Luigui Aquili, en 1970 se produjo el aterrizaje de un OVNI en la localidad.
- Centeno fue sede de la Fiesta Provincial del Tambos a través de los años 1965-1972, este último marca el fin de la conmemoración debido a reiteradas lluvias en todas las fechas y se llegó a pensar que el lugar estaba poseído.
- Centeno, fue el primero en tener un canódromo en toda Sudamérica.
- En el año 1933, implantan un servicio de colectivos entre Centeno y Rosario (Argentina)
- El 14 de julio de 1989 en una excavación doméstica, se hallaron fragmentos fósiles pertenecientes a un gliptodonte que vivió hace un millón de años.
- En 1932, comienza a funcionar el servicio de riego y recolección de residuos. Siendo unos de los primeros conductores el señor Miguel Profeta
- En 1938, se eleva a categoría de parroquia a la iglesia local, y a su vez recibe el nombramiento del primer cura párroco: Pbro. Silvio Beiletti
- En mayo de 1920, se encarga al señor Castelli, la construcción de un pasaje subterráneo, que atravesaba el escenario de la Sociedad Italiana.

### Actividad económica
Desempleo
El número de desempleados en Centeno, se eleva al 8% siendo este porcentaje favorecido con planes sociales. [cita requerida] La razón fundamental del desempleo es la no culminación de los estudios primarios y secundarios. [cita requerida]
Empleo
Los empleos disponibles en la localidad se encuentran en comercios, cooperativas, bancos, planta industrial Sancor, en la zona rural, etc.
Comercio
Entre los comercios de la localidad se destacan varios autoservicios, bares y restaurantes, tiendas, almacén de ramos generales, venta de autos y motos, peluquerías, librerías, panaderías, entre otros.
Los bancos que se encuentran en la localidad son:
- El banco Credicoop;
- El nuevo banco de Santa Fe.
- También hay una entidad crediticia de ayuda para los asociados del Club Atlético Defensores de Centeno.

Agricultura y ganadería
A partir de 1980 la soja comenzó a ganar importancia y reemplazó a la mayoría de los tambos, por lo tanto es la producción más importantes de la zona

## Historia de Centeno

### Argentina en el siglo pasado
El año 1880 fue un año clave para la historia argentina; atrás quedaban resueltos los problemas tales como, organización política, cuestión de la capital, etc.
El país se hallaba en franco progreso. En el orden económico, Argentina se insertaba en el mercado internacional, como proveedora de productos alimenticios para las grandes potencias industrializadas del continente europeo. Para concretar este proceso el país debía procurar de Europa, la provisión de los dos factores escasos en las pampas; capital y mano de obra. En esa época de expansión, el país básicamente ganadero se transforma en importante productor agrícola.
La transfiguración de la población, de la que podríamos llamar la Argentina criolla, en la de la Argentina moderna, se realiza bruscamente por el ingreso masivo de inmigrantes «gringos» que cambia la fisonomía demográfica, social y económica.
A estos inmigrantes europeos, Argentina les ofrecía garantías tales como, un país pacificado, rico y escasamente poblado; ya que en Europa se estaba atravesando una etapa de inestabilidad económica, exceso de población, y como consecuencia de ello, escasez de trabajo y alimentos. Hasta los mismos gobernantes fomentaron la emigración.
Otro de los aspectos que caracterizan a este período en la Argentina, es la expansión de las comunicaciones, fundamentalmente de vías férreas. La importancia del ferrocarril independientemente de todo lo vinculado con el origen de capitales y la incidencia en la economía argentina a largo plazo; es indiscutible, ya que permitía la integración de economías regionales por ser un medio de transporte rápido, y de mayor cantidad de mercaderías y materias primas. Significó además un medio de colonización y elemento eficaz para consolidar la unión de toda la nación.
En la provincia de Santa Fe, el trazado de vías férreas, fue extensivo debido a la política colonizadora, y se transformaron en factor de creación de nuevas poblaciones. Centeno no fue ajeno a este proceso, ya que fue fundado en el año 1890 cuando se estableció el ferrocarril Central Córdoba, contribuyendo éste al crecimiento y al desarrollo de la colonia recientemente fundada.

### Origen y evolución de la provincia de Santa Fe
Cuando los españoles llegaron a lo que hoy es el territorio de la provincia de Santa Fe, lo encontraron poblado por distintas naciones de indígenas. Algunos ofrecieron al sometimiento dura resistencia y otros se sometieron pacíficamente.
Se funda el fuerte de Sancti Spiritus (a un kilómetro al sur del actual Puerto Gaboto) el primer emplazamiento español en territorio argentino, ubicado en la confluencia de los ríos Coronda y Carcarañá. Este luego fue destruido por los aborígenes, debido al maltrato de los españoles.
Remontando el Paraná y dada la precariedad de los abastecimientos, Mendoza funda Corpus Cristi (actual Puerto Aragón). Pero la fundación más importante surgida a través de las corrientes colonizadoras, fue Santa Fe, debido a la necesidad de reconquistar el Plata y a la dificultad de navegación sin puertos intermedios.
Muchas poblaciones santafesinas que perduran en la actualidad, surgieron en sus principios como reducciones de indios, hecho que implicaba traer los pueblos errantes a la vida sedentaria, agrupándose en tribus.
Otras surgieron como consecuencia de fuertes y fortines, es decir, lugares defensivos para evitar las incursiones de indígenas; y otras fueron producto de la colonización europea, que se inicia en la segunda mitad del siglo XIX, como consecuencia de la sanción de diversas leyes para atraer al inmigrante.
Durante la época colonial y gran parte de nuestra historia independiente, en nuestra provincia vivían naciones originarias, tales como, corondás; caracarás; timbúes; querandíes; etc. y por un pequeño número de poblaciones establecidas en las cercanías de las costas del río Paraná y sus afluentes.
La provincia fue adquiriendo paulatina importancia, sobre todo luego de Caseros, ya que Santa Fe era paso obligado en las comunicaciones con el centro y noroeste del país, además de su situación estratégica, por quedar en la mitad de camino entre Buenos Aires y Asunción.
Le concedieron el privilegio de puerto preciso, es decir que todas las embarcaciones que navegaban por el Paraná debían hacer escala allí, lo que favoreció el desarrollo del comercio local y aumentó la población de la ciudad.
Ya desde 1810 comenzó a madurar en Santa Fe la idea de autonomía, por la que siempre bregaron sus representantes más destacados; prueba de ello fue que Santa Fe tuvo constitución antes que el país.
Santa Fe se verá perjudicada por el puerto de Buenos Aires, situación que se verá revertirá, gracias a la política descentralizadora de Urquiza (primer presidente de la Confederación Argentina) cuyo objetivo fue descentralizar y beneficiar a las provincias del litoral. Se consideró entonces la posibilidad de poblarla y fomentar en ella la actividad agrícola, mediante la colonización. Santa Fe hizo como ninguna otra provincia, un plan de gobierno de la gesta colonizadora.
La provincia era en ese entonces, parte de la realidad argentina; una región de ricas tierras y despoblada.
Comenzó así a atraerse a inmigrantes, especialmente europeos, que llegaron en busca de nuevos horizontes y se instalaron en su gran mayoría, en nuestra provincia y en la llamada pampa húmeda, más tarde llamada pampa gringa.
Existieron dos tipos de colonización; una, la denominada oficial que era llevada a cabo por empresas y sociedades que firmaban contratos con el gobierno (1856-1865) y otra la llamada colonización privada, que impulsada por particulares llegó por propios medios (1865-1872).
La primera se inicia con el contrato de colonización que celebró la provincia de Santa Fe con Aarón Castellanos; éste contrato tenía por objeto, promover y desarrollar en la provincia los elementos de riqueza y prosperidad que encerraba su territorio, y dar impulso al comercio e industria de todo género, preferentemente en lo concerniente a la agricultura, fuente principal de riqueza.
En cumplimiento de este contrato llegó el primer contingente de inmigrantes que fundaron la ciudad de
Esperanza, primera colonia agrícola, madre de nuevos centros colonizadores. Al finalizar esta primera etapa en 1865; ya Santa Fe contaba con mayor número de colonias y superficie cultivada que Entre Ríos y Buenos Aires.

## La colonización privada
La iniciativa corresponde a empresarios privados que adquirieron tierras fiscales a muy bajo precio. Unida a la historia del ferrocarril, está la colonización de tierras obtenidas por la empresa inglesa que construyó la línea Rosario-Córdoba. Por la venta de estas tierras a los agricultores, fueron surgiendo las primeras colonias del sur. Así se hizo posible el aprovechamiento de tierras antes no explotadas en razón de la distancia; y el ferrocarril se aseguraba cargas que hacían altamente rentable su explotación.
Con la llegada de mayores contingentes inmigratorios, aumenta el interés por la agricultura, lo que trae aparejado la paulatina valorización de la tierra, que transformará a Santa Fe, en un importante centro agrícola. El 75% de los inmigrantes llegados a Buenos Aires se dirigen a Santa Fe, atraídos por la subdivisión de las propiedades. Al finalizar el siglo la provincia tenía más de cuarenta colonias.
La empresa del Ferrocarril Central Argentino indujo una nueva modalidad, el arrendamiento, aunque las ventas no dejaron de practicarse.
No les resultó fácil a estos agricultores afrontar la situación, ya que debieron hacer frente a problemas como la langosta y otros; además de depender del almacén de Ramos Generales, que les otorgaba crédito a cuenta de la cosecha, constituyéndose en acaparador de la misma.
La provincia vio crecer su población con rapidez; el centro y sur absorbieron el grueso aporte inmigratorio, en un principio alemanes, suizos, etc. y posteriormente italianos del norte, especialmente lombardos y piamonteses.
Los colonos agricultores constituían un grupo significativo en la estructura social, dominada sin embargo por los terratenientes.
El pueblo de Centeno no escapa a las directivas de este proceso ya que se vio influido por la inmigración y el paso del ferrocarril Central Córdoba. Ambos factores cumplieron un rol protagónico en la evolución de esta localidad.

### Dominio de las tierras antes de la fundación
Las tierras que hoy constituyen el distrito Centeno, y que para ese entonces se denominaba Distrito de Carrizales Afuera (fiscales a mediados del siglo XIX y posteriormente a través de la estimulación del esfuerzo privado por parte del gobierno, pasan a dominio de particulares) pertenecieron en épocas cercanas a la fundación del Pueblo Centeno, a los siguientes hacendados: Froylana Célis; Gerónimo Gaitán; Manuel Tolosa; Facundo Farías; Rosario Castro; Enrique Dickinson; Walterio Smythiers; Josefa Espíndola de Mansilla; María Navarro; Avelina Medina; Santiago Anderson y Fernando S. Centeno.
En el caso específico del último hacendado propietario, según el Extracto del Expediente de mensura del campo, propiedad de Don Fernando S. Centeno, en el departamento San Jerónimo, (Obtenido en la Dirección Provincial de Catastro) de fecha 6 de noviembre de 1885; y posteriormente aprobado por sentencia judicial de fecha 22 de julio de 1887; de acuerdo a un informe del departamento topográfico de fecha 27 de abril de 1886 (Expediente N.º 76 del Archivo de los Tribunales) podemos comprobar fehacientemente, que su propiedad fue obtenida por donación de la finada Leonarda Medina, quien a su vez obtuvo este terreno por herencia de su esposo Don Manuel Álvarez, quien lo había heredado de su madre Doña María Navarro de Álvarez.
Fernando S. Centeno incrementó luego su cantidad de tierras, adquiriendo una nueva parcela al apoderado de María Navarro (Pedro Álvarez); según escritura de fecha 30 de diciembre de 1885; pasada ante el escribano Público y de Gobierno Don Francisco J. Guerra.
Sobre esta última parcela está emplazado el radio urbano de la localidad.

### Datos biográficos del fundador
Descendiente de una familia española, nació en 1856 (se desconoce el lugar); hijo del coronel Dámaso Centeno (quien se destacó política y militarmente, ya que fue uno de los primeros que se pronunciaron en Rosario contra Rosas, y murió — a consecuencia del golpe de una bala no explosiva de cañón — en la batalla de Cepeda, al frente del regimiento que llevara su nombre).
Se casó en segundas nupcias (no existe certeza respecto de su primera esposa) con doña Petrona Centeno de Centeno; de este matrimonio nació Fernando S. Centeno, Fernandito.
Fernando S. Centeno fue miembro de la Cámara de Diputados de la Provincia de Santa Fe (como representante del departamento San Jerónimo), ingresando a ésta el 5 de mayo de 1882 y cesando el 30 de abril de 1886. Fue reelecto en 1886 hasta 1890.
En 1890 fundó el pueblo que lleva su nombre.
Centeno falleció el 24 de febrero de 1909 a los 53 años, en la casa donde residía (calle Córdoba 940, en la ciudad de Rosario), a consecuencia de una miocarditis crónica, certificada por el doctor Albarracín, a las 3.30 de la madrugada (según consta en el certificado de defunción que obra en los archivos del Cementerio El Salvador de la ciudad de Rosario).
Su esposa Petrona, ya viuda, continuó ligada al municipio, completando la obra por él iniciada, impulsando y contribuyendo a la realización de obras públicas, hasta 1930.

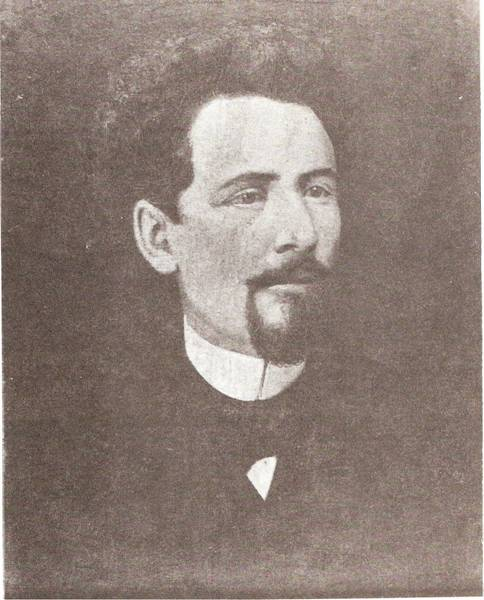
Fernando Centeno.

### Fundación de Centeno
Fernando S. Centeno, poseedor de vastas extensiones de campo, en el distrito de Carrizales Afuera, del departamento San Jerónimo, no escapó a las generales de la ley y es por ello, que en la fecha del 13 de diciembre de 1889; en el tomo 45; en su folio 185 vta. (Constancias extraídas del Archivo Histórico Provincial), consta el pedido de fundación del "Pueblo Hermanos Centeno", de acuerdo con la Ley dictada el 6 de diciembre de 1887; donando las distintas parcelas para las reparticiones y edificios públicos obligados, con el plano por manzanas y ubicación en tinta rosada de los mencionados edificios. El pueblo estaría situado en el distrito y departamento ya mencionados.
El paso del ferrocarril que surcaron el territorio llevando sobre ellas el jadear y las estridencias de una nueva era, distorsionaron los proyectos de Fernando S. Centeno, quien el 26 de junio de 1890 se presenta ante el Sr. Gobernador mediante una nota solicitando una nueva escritura de donación de los terrenos para reparticiones y edificios públicos, a raíz que la traza del ferrocarril había cambiado la planificación existente.
Se iniciaron los trámites de rutina a nivel oficial y pasó a la Escribanía de Gobierno para que se procediera a la nueva escrituración de los terrenos ya donados para plaza pública y demás edificios. El 30 de junio de 1890; mediante escritura N.º 503 se hace lugar al pedido del señor Fernando S. Centeno y se enumera los terrenos, destino y número de manzanas.
Suscriben esta escritura el vicegobernador don José Elías Gollán, el ministro de Gobierno, Justicia y Culto, Dr. Néstor de Iriondo, el escribano interino de gobierno, don Hermenegildo Basualdo y los testigos Federico Salas y Agustín Smilari. Se acompaña nuevo plano con la ubicación definitiva de las manzanas que conforman el pueblo y con tinta rosada, las destinadas a donaciones.
El 4 de julio de 1890 se aprueba la traza del Pueblo de Centeno y se dispone que el plano pase al Departamento Topográfico para su respectivo registro. A pesar de ellos se toma como fecha de fundación, la que lleva la aprobación de la primera traza, es decir, el 8 de enero de 1890.

## Santos Patronos
- San Pablo y San Pedro, festividad: 29 de junio.

## Parajes
- Campo Gaitán
- Campo La Lolilla
- Villa Guastalla

## Deportivas y sociales
- Club A. San Salvador
- Club Defensores De Centeno: Tiene diversas instalaciones y un gimnasio cubierto donde se realizan la mayoría de los encuentros bajo techo. Es el último Campeón 2018 de Primera División (9.ª Estrella) de la Liga Totorense de Fútbol y entre los logros de inferiores totaliza más de 20 galardones. Colores: VERDE con vivos blancos
- Club Independiente 22 de Febrero: Fue reabierto en el año 2007, volvió a las canchas y la 3.ª división les regaló el título a sus fanáticos. Colores: ROJO con vivos blancos

Ambos Clubes enorgullecen el pueblo por su garra, entrega y dedicación, demostrada en todas competiciones y eventos en que participan.

### Parque Comunal
Sumamente atractivo, con pileta de natación olímpica, en invierno es pileta climatizada. Tiene pista de mosaicos para tenis, volley. También cancha de arena, en verano; y cancha de fútbol; circuito para motos donde anualmente se realiza el Certamen Argentino de Motociclismo, que atrae muchísimos adeptos, allí es cuando el pueblo recibe gente de muchos y distintos lugares. También en dicho predio se realizan tradicionales domas de potros, básicos por esta zona pampeana.

### Automovilismo
Centeno contó hacia 1950, con un circuito automovilístico cuyo recorrido se hallaba delimitado por la cancha del Atletic Jorge M. Maigan Club (largada-llegada) y el campo del Sr. Pedro J. Viale.
Según relatos de antiguos pobladores se corrió una sola carrera, la que fue ganada por Barbalarga de los Quirquinchos.
Entre los corredores locales de aquella época se destacan: Agustín Leonori acompañado por Agustín Giacomelli, Florencio Díaz, acompañado por Ángel gallina, Jorge Flores y Victorio Natta. Los autos que corrían eran Ford modelo T.

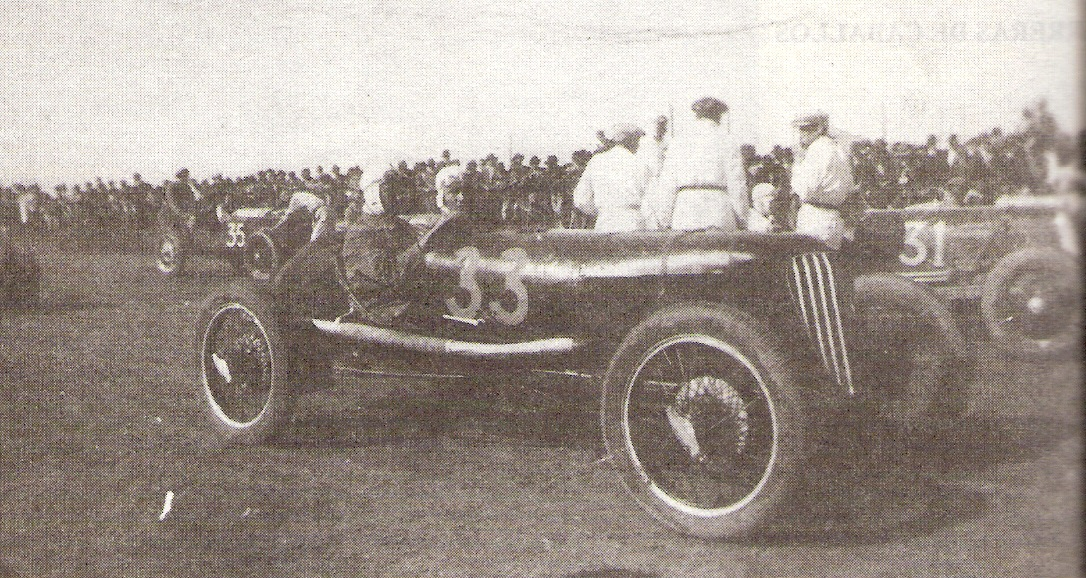
Carreras locales.

Posteriormente entre los años 1973 a 1975 surge una verdadera fiebre automovilística. El auge zonal de las competencias llamó a numerosos aficionados que lograron para Centeno un lugar de privilegio entre los circuitos de la provincia.
La categoría que hizo vibrar a las multitudes fue la limitada 28 y jeep 4, en el circuito del parque comunal, con los corredores de entonces: Alfredo Ferrari "Frechi", Héctor Campra, Alberto Perasi, Ricardo Belfanti, Renato Davico, Michel Brain, y más tarde Camilo González entre otros.

## Parroquias de la Iglesia católica en Centeno
| Arquidiócesis | Santa Fe de la Vera Cruz |
| ------------- | ------------------------ |
| Parroquia     | San Fernando             |